# Callochiton levatus
Callochiton levatus is een keverslakkensoort uit de familie van de Callochitonidae. De wetenschappelijke naam van de soort is voor het eerst geldig gepubliceerd in 1998 door Kaas & Van Belle.